# Eosentomon venezuelense
Eosentomon venezuelense är en urinsektsart som beskrevs av Glance 1952. Eosentomon venezuelense ingår i släktet Eosentomon och familjen trakétrevfotingar. Inga underarter finns listade i Catalogue of Life.